# Charles Asselineau
Charles Asselineau (París, 13 de marzo de 1820-Châtelguyon, 25 de julio de 1874) fue un escritor y crítico de arte francés.
Es notable por ser uno de los pocos amigos íntimos que tuvo el poeta Charles Baudelaire.